# 铁英
铁英（1932年—），女，山东蓬莱人，中华人民共和国政治人物，曾任北京市人民政府秘书长，北京市人大常委会副主任。后因严重违法违纪被开除党籍。